# Il re della notte
Il re della notte (O rei da noite) è un film del 1975 diretto da Héctor Babenco.

## Trama
Durante gli anni '40 a San Paolo un giovane intreccia relazioni amorose con le due figlie della migliore amica di sua madre.